# Mussenden-Tempel

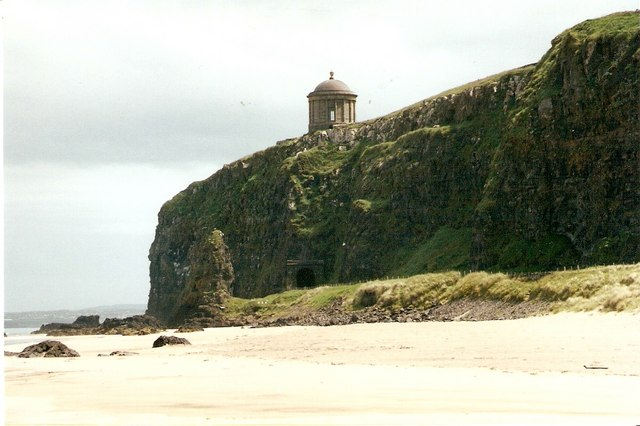
Der Mussenden-Tempel auf den Klippen

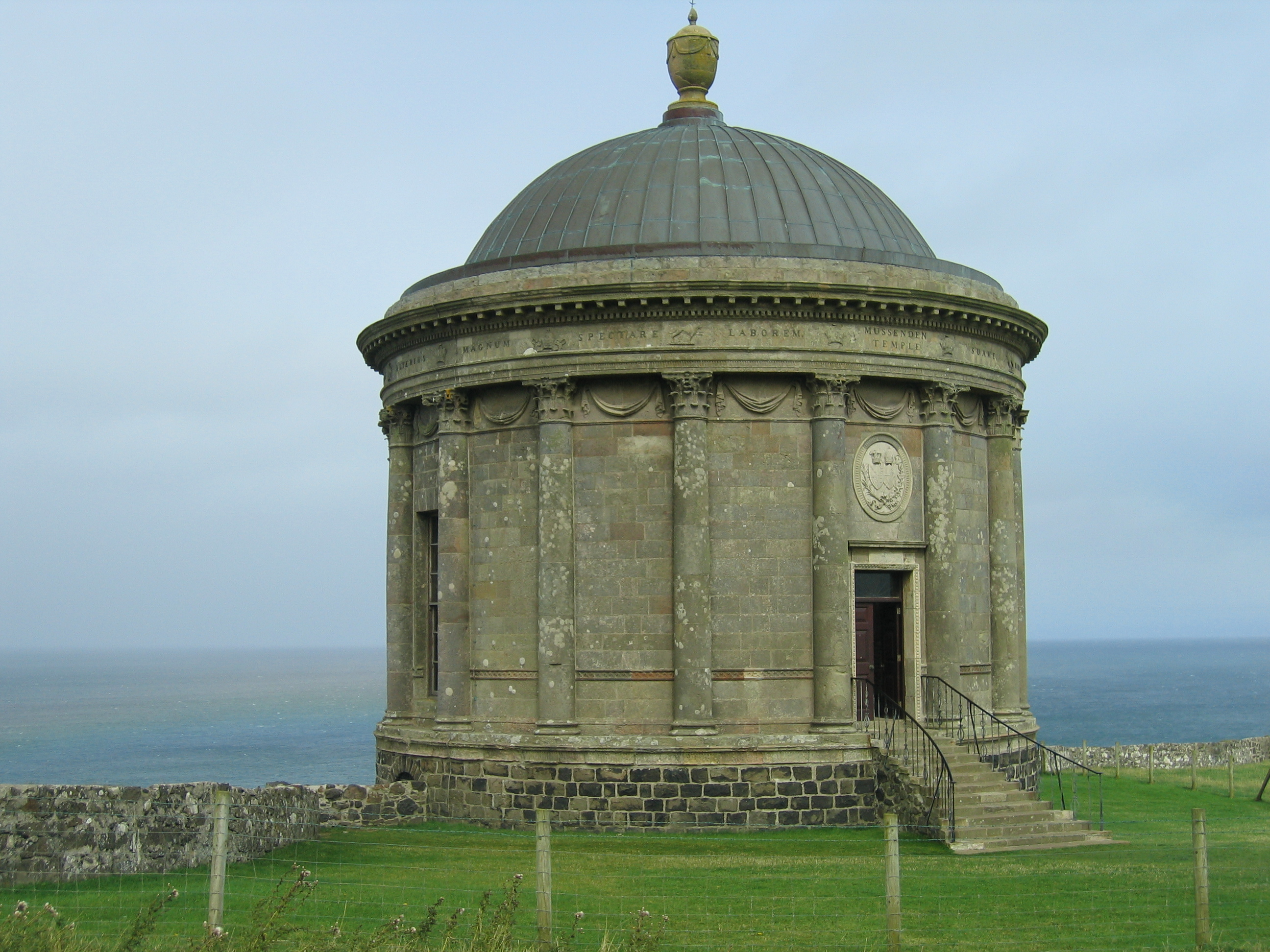
Der Mussenden-Tempel

Der Mussenden-Tempel ist ein kleines kreisrundes Gebäude oben auf der Kliffküste hoch über dem Atlantik in der Nähe von Castlerock im County Londonderry (Nordirland).
Er wurde 1785 nach dem Vorbild des Tempels der Vesta in Rom erbaut und gehörte zum Besitz von Frederick Augustus Hervey, dem  4. Earl of Bristol und anglikanischen Bischof von Derry. Das Gebäude diente als Bibliothek und ist dem Gedenken an Herveys Cousine Frideswide Mussenden gewidmet. 
Im Lauf der Jahre hat die Erosion der Steilküste dazu geführt, dass der Mussenden-Tempel heute unmittelbar an der Abbruchkante steht. Daher hat der National Trust 1997 Arbeiten zur Stabilisierung des Kliffs durchführen lassen, um einen Verlust des Gebäudes zu verhindern.
Die Inschrift am Gebäude lautet: “Suave mari magno turbantibus aequora ventis/ e terra alterius magnum spectare laborem.” (Lukrez, deutsch: „Es ist angenehm bei hoher See und das Meer aufwühlenden Winden/ vom Land aus die große Mühe eines anderen anzusehen.“)
Heute gehört der Mussenden-Tempel zusammen mit Downhill House und dem umgebenden Gelände als Downhill Estate & Mussenden Temple dem National Trust. Seit 2007 kann man das Gebäude für Trauungen mieten.